# Google Open Gallery
Google Open Gallery es una aplicación gratuita creada por Google para que artistas, coleccionistas, galerías de arte o usuarios que tengan contenidos culturales para compartir, puedan ponerlos en línea rápidamente y con facilidad y así llegar a una audiencia mundial. La aplicación tiene una capacidad de detalle que permite al observador llegar casi a introducirse en los trazos del pintor con una nitidez que solo la tecnología es capaz de ofrecer. "Ya es una realidad el sueño de todo artista: tener su propia galería, subir las obras a la red, que todo el mundo las vea y estar en el candelero a un costo cero y con una viralidad impensada".
El 31 de agosto de 2017, Google anunció la descontinuación de la aplicación, invitando a sus usuarios a exportar todos sus datos antes del 1 de septiembre de 2018, fecha del cierre definitivo de la aplicación. En la misma nota, el Google Cultural Institute anunció la próxima disponibilidad de una nueva aplicación con el nombre de Google Arts & Culture, compatible con navegadores web, dispositivos Android e iOS.

## Enlaces
Google Open Gallery
- Datos: Q16572197